# 1999 (Joey Bada$$)
1999 is de debuutmixtape van de Amerikaanse rapper Joey Badass. De mixtape is geproduceerd door enkele gerenommeerde producers als J Dilla, MF Doom, Statik Selektah en Lord Finesse en bevat gastoptredens van leden van Pro Era, het hiphop-collectief waar ook Joey toe behoort. De nummers Survival Tactics, Waves, Hardknock en FromdaTomb$ zijn voorzien van een videoclip.

## Release
1999 werd uitgebracht als gratis download. Toen Scott zijn debuutalbum uitbracht in 2015, werd 1999 ook uitgebracht op iTunes. Pas in juni 2018 werd 1999 gereleased op Spotify.

## Ontvangst
1999 werd goed ontvangen door zowel media als hip-hop fans.
Zo werd het in 2012 genomineerd voor de BET Award van Beste Mixtape, stond het op de 38ste plaats in Complex' lijst van beste album, The Versed vond 1999 de beste mixtape en HipHopDX vond het een van de beste mixtapes van datzelfde jaar.

## Rejex
Enkele maanden na de release van 1999, bracht Joey Bada$$ een 2de mixtape, Rejex, uit Deze mixtape bevat een compilatie van nummers die 1999 niet haalden. Enkele van die nummers werden alsook geproduceerd door gerenommeerde producers als Madlib & 9th Wonder.

## Tracklist
| Nr. | Titel | Producer(s)     | Duur  |
| --- | --- | --------------- | ----- |
| 1.  | Summer Knights | Chuck Strangers | 1:56  |
| 2.  | Waves | Freddie Joachim | 3:32  |
| 3.  | FromdaTomb$ (featuring Chuck Strangers) | Chuck Strangers | 3:25  |
| 4.  | Survival Tactics (featuring Capital STEEZ) | Vin Skully      | 3:23  |
| 5.  | Killuminati (featuring Capital STEEZ) | Knxwledge       | 2:34  |
| 6.  | Hardknock (featuring CJ Fly) | Lewis Parker    | 5:18  |
| 7.  | World Domination | MF Doom         | 2:43  |
| 8.  | Pennyroyal | MF Doom         | 2:50  |
| 9.  | Funky Ho'$ | Lord Finesse    | 4:29  |
| 10. | Daily Routine | Chuck Strangers | 2:58  |
| 11. | Snakes (featuring T'Nah Apex) | J Dilla         | 4:19  |
| 12. | Don't Front (featuring CJ Fly) | Statik Selektah | 4:22  |
| 13. | Righteous Minds | Bruce LeeKix    | 3:44  |
| 14. | Where It'$ At? (featuring Kirk Knight) | J Dilla         | 4:09  |
| 15. | Third Eye Sh*t (featuring Pro Era, Capital STEEZ, CJ Fly, Chuck Strangers, Dyemond Lewis, Nyck Caution, Kirk Knight, Rokamouth, T'nah Apex & Dessy Hinds) | Chuck Strangers | 11:47 |